# 扎敦河
扎敦河（穆麟德轉寫：Jadun bira）位于中华人民共和国内蒙古自治区牙克石市南部，是免渡河右岸支流，发源于免渡河镇东部大兴安岭西麓安伊克奈山，蜿蜒向南流至三根河林场后转西流，于免渡河镇东南汇入免渡河。河长125.7千米，流域面积2750.8平方千米，年均径流量0.35亿立方米。扎敦河地处山区，山峦起伏，林木广布。